# Liste der Monuments historiques in Saint-Martin-des-Lais
Die Liste der Monuments historiques in Saint-Martin-des-Lais führt die Monuments historiques in der französischen Gemeinde Saint-Martin-des-Lais auf.

## Liste der Objekte
| Bezeichnung             | Beschreibung | Standort                          | Kennzeichnung | Schutzstatus | Datum | Bild |
| ----------------------- | ------------ | --------------------------------- | ------------- | ------------ | ----- | ---- |
| Skulptur einer Heiligen |              | in der Kirche Saint-Martin (Lage) | PM03001547    | Inscrit      | 2000  |      |
| Hochaltar               |              | in der Kirche Saint-Martin (Lage) | PM03001548    | Inscrit      | 2000  |      |